# Nado sincronizado nos Jogos Pan-Americanos de 2015
As competições de nado sincronizado nos Jogos Pan-Americanos de 2015 foram realizadas entre os dias 9 e 11 de julho no Centro Aquático CIBC Pan e Parapan-Americano, em Toronto. Medalhas foram concedidas nas apresentações de dueto e por equipe, em modalidade disputada apenas por mulheres.
Para não conflitar com as disputas do Campeonato Mundial de Esportes Aquáticos, cujos primeiros dias se chocam com o Pan em andamento, os eventos de nado sincronizado foram antecipados para começar um dia antes da cerimônia de abertura dos Jogos.

## Calendário
| Julho             | 7 | 8 | 9 | 10 | 11 | 12 | 13 | 14 | 15 | 16 | 17 | 18 | 19 | 20 | 21 | 22 | 23 | 24 | 25 | 26 |
| ----------------- | - | - | - | -- | -- | -- | -- | -- | -- | -- | -- | -- | -- | -- | -- | -- | -- | -- | -- | -- |
| Nado sincronizado |   |   |   |    | 2  |    |    |    |    |    |    |    |    |    |    |    |    |    |    |    |

|  | Dia de competição |  | Dia de final |

## Países participantes
Um total de 13 delegações enviaram representantes para as competições de nado sincronizado, totalizando 96 nadadoras. O número de atletas por país está entre parênteses:
- ARG Argentina (11)
- ARU Aruba (11)
- BRA Brasil (11)
- CAN Canadá (11)
- CHI Chile (2)
- COL Colômbia (2)
- CRC Costa Rica (2)
- CUB Cuba (11)
- GUA Guatemala (2)
- MEX México (11)
- PER Peru (9)
- USA Estados Unidos (11)
- VEN Venezuela (2)

## Medalhistas
| Evento           | Ouro | Prata | Bronze |
| ---------------- | --- | --- | --- |
| Dueto detalhes   | Jacqueline Simoneau Karine Thomas CAN Canadá | Karem Achach Nuria Diosdado MEX México | Mariya Koroleva Alison Williams USA Estados Unidos |
| Equipes detalhes | Gabriella Brisson Annabelle Frappier Claudia Holzner Lisa Mikelberg Marie-Lou Morin Samantha Nealon Lisa Sanders Jacqueline Simoneau Karine Thomas CAN Canadá | Karem Achach Teresa Alonso Karla Arreola Isabel Delgado Nuria Diosdado Evelyn Guajardo Joana Jiménez Samanta Rodríguez Jessica Sobrino MEX México | Anita Alvarez Claire Barton Mary Killman Mariya Koroleva Isabel Malcolmson Sandra Ortellado Sarah Rodríguez Karensa Tjoa Alison Williams USA Estados Unidos |

## Quadro de medalhas
| Ordem | País               | Medalha de ouro | Medalha de prata | Medalha de bronze |   |
| ----- | ------------------ | --------------- | ---------------- | ----------------- | - |
| 1     | CAN Canadá         | 2               |                  |                   | 2 |
| 2     | MEX México         |                 | 2                |                   | 2 |
| 3     | USA Estados Unidos |                 |                  | 2                 | 2 |
| TOTAL | TOTAL              | 2               | 2                | 2                 | 6 |